# 機器分析化学
機器分析化学（ききぶんせきかがく）は、分析化学の中で分析機器を用いた内容で、分光学や構造解析学をひっくるめた総称である。機器分析学（ききぶんせきがく）とも呼ばれる。

## 概要
IR（赤外分光法）、NIR（近赤外線分光法）、ラマン分光（ラマン効果を利用した方法）やNMR（核磁気共鳴スペクトル法）、MS（質量分析法）やX線スペクトル法、X線回折法などを取り扱う。
定量分析ではUV,VIS（吸光光度法）、蛍光光度法（蛍光光度計）、AAS（原子吸光法）、ICP発光分析法などを扱い、この他、クロマトグラフィーなどの分離分析法やボルタンメトリーなどの電気分析法も扱う。
その他、DSC等（熱分析装置：分子構造等に応じた、熱エネルギー変化を解析する）や、TOC計による全有機炭素の定量等もある。
また、近年の技術的な進歩に伴い、これらの装置を応用（組み合わせ、複合化）されている装置もある。（例としてはGC-MS等）
| 番号 | 実験方法               | 得られる情報/効果                                                       |
| ---- | ---------------------- | ----------------------------------------------------------------------- |
| 1    | 光散乱                 | 分子量,拡散係数,回転半径                                                |
| 2    | 蛍光スペクトル         | プローブ分子が存在するミクロ環境の性質                                  |
| 3    | 円偏光二色性スペクトル | αヘリックス含量,βシート含量                                             |
| 4    | 沈降速度               | 沈降係数,分子の形,ストークス半径,試料の純度                             |
| 5    | 沈降平衡               | 分子量,試料の純度                                                       |
| 6    | 電気泳動               | 試料の純度                                                              |
| 7    | ゲルクロマトグラフィー | ストークス半径,試料の純度                                               |
| 8    | 電子顕微鏡             | 分子の形                                                                |
| 9    | ELISA                  | 特定の抗原や抗体の存在                                                  |
| 10   | オートラジオグラフィー | 放射性元素の組織内での分布                                              |
| 11   | SDS電気泳動            | 分子量                                                                  |
| 12   | 核磁気共鳴吸収         | 分子の立体描造,βシート含量,プロトンの置かれた磁気環境                   |
| 13   | Ｘ線結晶解析           | 分子量,αヘリックス含量,分子の立体描造,分子の形,βシート含量,原子間の距離 |
| 14   | アミノ酸 分析          | アミノ酸 含量                                                           |
| 15   | エドマン分解           | N末端アミノ酸,アミノ酸配列                                              |